# Cómo No
"Cómo No" é uma canção da cantor americano Akon com cantora americana Becky G. Foi lançado pelo Akonik Label Group em 6 de setembro de 2019. É o primeiro single do quarto álbum de estúdio da Akon, El Negreeto.

## Lançamento
A música foi lançada em plataformas digitais e serviços de streaming em 6 de setembro de 2019.

## Vídeo musical
O videoclipe da música estreou em 6 de setembro de 2019. O videoclipe foi transmitido na MTVU, MTV Live e na Times Square.

## Apresentações ao vivo
A música foi apresentada ao vivo pela primeira vez no MTV Europe Music Awards de 2019.

## Desempenho nas tabelas musicais
| Tabela musical (2019)                               | Melhor posição |
| --------------------------------------------------- | -------------- |
| Estados Unidos (Billboard Latin Digital Song Sales) | 28             |